# 라스무스 비에르
라스무스 비에르(Rasmus Bjerg, 1976년 7월 28일 ~ )는 덴마크의 배우 겸 코미디언, 가수이다. 콜링에서 태어났다.

## 영화
- 덴마크의 자식들 (2019년)
- 더 웨이 투 맨델리 (2018년)
- 올 인클루시브 (2014년)
- 올모스트 퍼펙트 (2012년)
- 테라피 (2010년)
- 넛씽스 올 배드 (2010년)
- 버스 따라잡기 (2009년)
- 토성으로의 여행 (2008년)
- 홍당무 맥스 (2008년)
- 플레임 & 시트런 (2008년)
- 당신을 허락을 얻어 (2007년)